# Federación de Sindicatos Independientes de la Enseñanza
La Federación de Sindicatos Independientes de Enseñanza (FSIE) es un sindicato dedicado exclusivamente al sector de la enseñanza privada y de atención a las personas con discapacidad. Afirma ser independiente y profesional, formado exclusivamente por y para los trabajadores y trabajadoras de la enseñanza privada y de atención a las personas con discapacidad. 
FSIE se configura como fuerza sindical independiente, profesional, plural y democrática, en coherencia con los nuevos valores y necesidades que caracterizan al trabajador de nuestros días. De esta manera, FSIE se ha consolidado como uno de los sindicatos más representativos[cita requerida] en el ámbito de la enseñanza privada. Es el  sindicato claramente mayoritario en la enseñanza concertada,[cita requerida] además de tener representación en el resto de convenios: Privada, Discapacidad, Infantil, Universidades, Colegios Mayores, etc.

## Secretaría General
La Secretaría General, elegida por el XIII Congreso de FSIE celebrado On - line en mayo de 2021, está formada por:
- Presidente: Alicia Azpilicueta Tanco
- Secretario General: Jesús Pueyo Val
- Secretario de Acción Sindical: Enrique Ríos Martín
- Secretario de Organización: Francisco Rueda Parra
- Secretaria de Finanzas: Javier Charro Espinosa
- Secretaria de Formación: José María Méndez
- Secretaria de Comunicación: Federico Faus
- Vocales:

- Sergio Carbonell
- Juan Jesús Batanero
- Juan Manuel Fabrega
- José María Salom
- Nina Ordónez Gómiz
- María Dolores Villalba González

## Modelo Sindical
El modelo sindical con el que nos identificamos y definimos es:
- Independiente: FSIE no tiene vinculación con grupos políticos ni organizaciones externas que pueden condicionar su acción sindical. Defendemos y creemos que la independencia es garantía de transparencia, eficacia y seguridad.
- Profesional: Todos los que formamos FSIE somos trabajadores de la enseñanza privada y de atención a las personas con discapacidad, que compartimos y defendemos tus mismas necesidades. Nuestra acción sindical se basa en el contacto directo con los problemas y en nuestra especialización y eficacia para ayudarte a resolverlos.
- Plural: FSIE es un sindicato para todos los trabajadores, independientemente de sus convicciones políticas, religiosas, filosóficas… El respeto a las ideas constituye una de nuestras normas fundamentales.
- Dialogante: Frente a las posiciones antagónicas y a la confrontación sistemática, FSIE apuesta por el diálogo y la negociación como métodos eficaces para defender los intereses presentes y futuros de todos los trabajadores.

## Datos de interés
- Constitución: 30 de octubre de 1977.
- Fundadores: SIE Madrid y SIE Zaragoza.
- I Congreso: 20 de mayo de 1978. Asisten los sindicatos de Almería, Badajoz, Burgos, Cádiz, Ciudad Real, Córdoba, La Coruña, Guadalajara, Jaén, Madrid, Navarra, Santander, Sevilla, Valladolid y Zaragoza.